# Cerrito Colorado, Villamar
Cerrito Colorado är en ort i Mexiko.   Den ligger i kommunen Villamar och delstaten Michoacán de Ocampo, i den centrala delen av landet, 400 km väster om huvudstaden Mexico City. Cerrito Colorado ligger 1 622 meter över havet och antalet invånare är 657.
Terrängen runt Cerrito Colorado är lite kuperad. Runt Cerrito Colorado är det ganska tätbefolkat, med 83 invånare per kvadratkilometer. Närmaste större samhälle är Chavínda, 7,1 km öster om Cerrito Colorado. I omgivningarna runt Cerrito Colorado växer huvudsakligen savannskog.